# San Leonardo de Siete Fuentes
San Leonardo de Siete Fuentes o di Siete Fuentes (Santu Nenaldu in sardo) è l'unica frazione di Santu Lussurgiu e prende il nome dall'omonima chiesa.

## L'insediamento

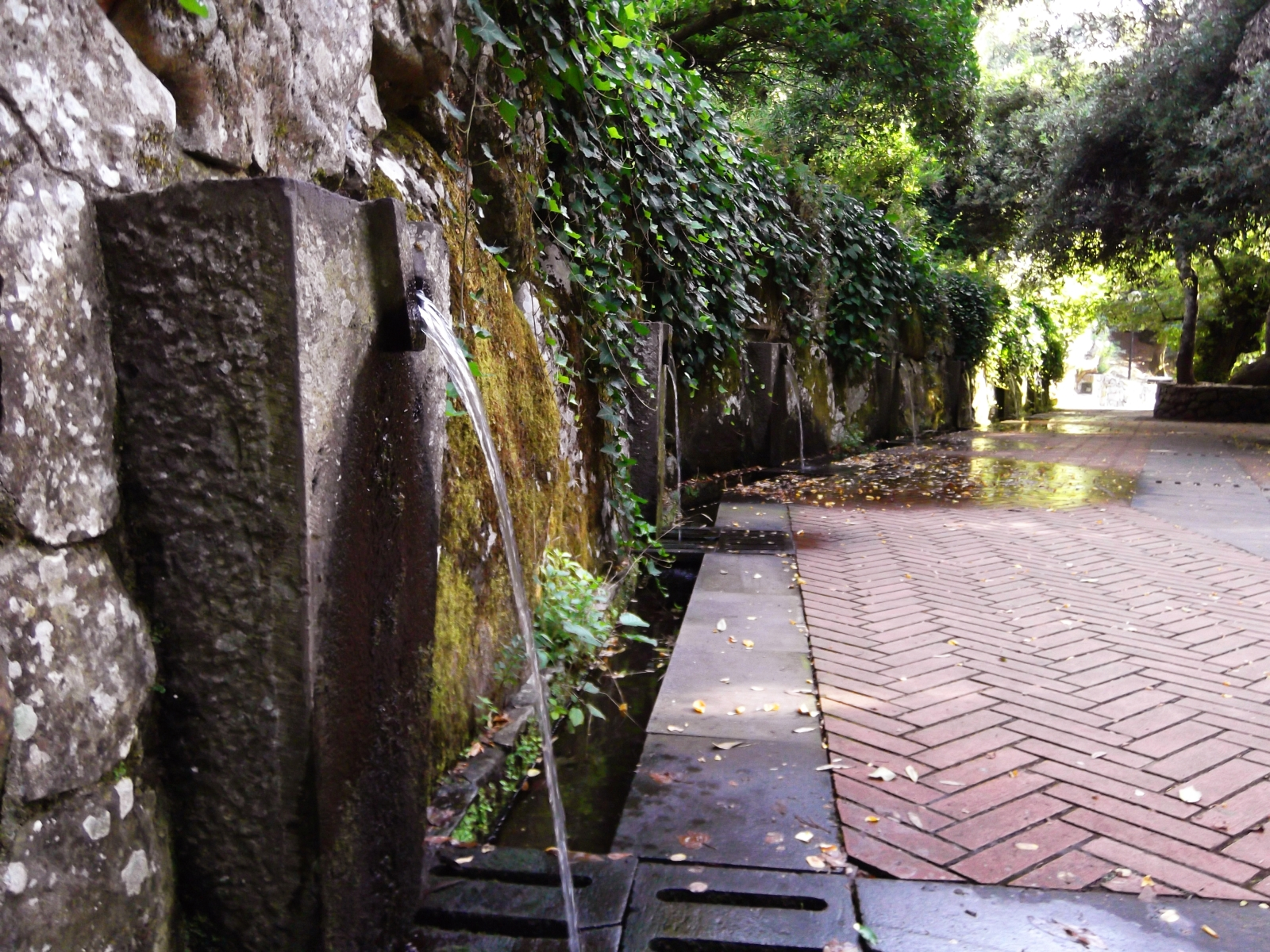
Le sette caratteristiche fontane.

Si trova a pochi chilometri dal capoluogo comunale, in direzione nord sulla strada provinciale 20. È situato a 684 m di altitudine sul livello del mare. Nell'abitato risiedono stabilmente poche persone e si popola maggiormente nel periodo estivo.
L'abitato si sviluppò intorno alla chiesa omonima e all'antico ospedale. In quel periodo il territorio apparteneva al giudicato di Torres che fra il 1127 e il 1152 era sotto la guida di Gonario II, un partecipante alla seconda crociata. All'estinzione della dinastia del Regno giudicale di Torres con la morte della Regina Adelasia i suoi territori diventarono parte del Regno giudicale di Arborea e con essi la villa di San Leonardo. Dal XIII secolo appartenne all'Ordine ospitaliero di San Giovanni in Gerusalemme.
La fondazione di San Leonardo, risalente al XII secolo, è antecedente a quella di Santu Lussurgiu. Quando intorno alla chiesa del santo di Noblac si stabilì un insediamento stabile, nel sito dove oggi sorge la chiesa di Santa Croce era presente solo un santuario con le reliquie di San Lussorio. Degli atti del Liber Censuum del XIII secolo, attestano l'esistenza di un altro villaggio, Lucentina, che sorgeva a pochi chilometri dal santuario di San Lussorio in direzione dell'attuale Abbasanta nella zona che oggi prende il nome di Lughentinas. Nello stesso periodo intorno al santuario si era formato un primo insediamento stabile. Per motivi attribuibili alle guerre e alle epidemie del 1300 gli insediamenti medievali di San Leonardo e Lucentina persero importanza e abitanti mentre crebbe quello di Santu Lussurgiu. Il primo di spopola mentre del secondo non resta traccia. I primi documenti che riportano lo spopolamento di San Leonardo sono della fine del 1500.
Secondo uno studio del 2007 il nome attuale della chiesa e quindi della borgata potrebbe essere dovuto a un originario insediamento di monaci dell'ordine cistercense e al loro uso di chiamare i propri insediamenti col nome di Septem-Fontes. Il nome deriverebbe dal significato simbolico assunto dal numero sette in connessione con le sorgenti di acqua. Esempi di questa usanza dell'Ordine si trovano in tutta Europa come l'Abbazia di Sept-Fons in Francia a Dompierre-sur-Besbre.

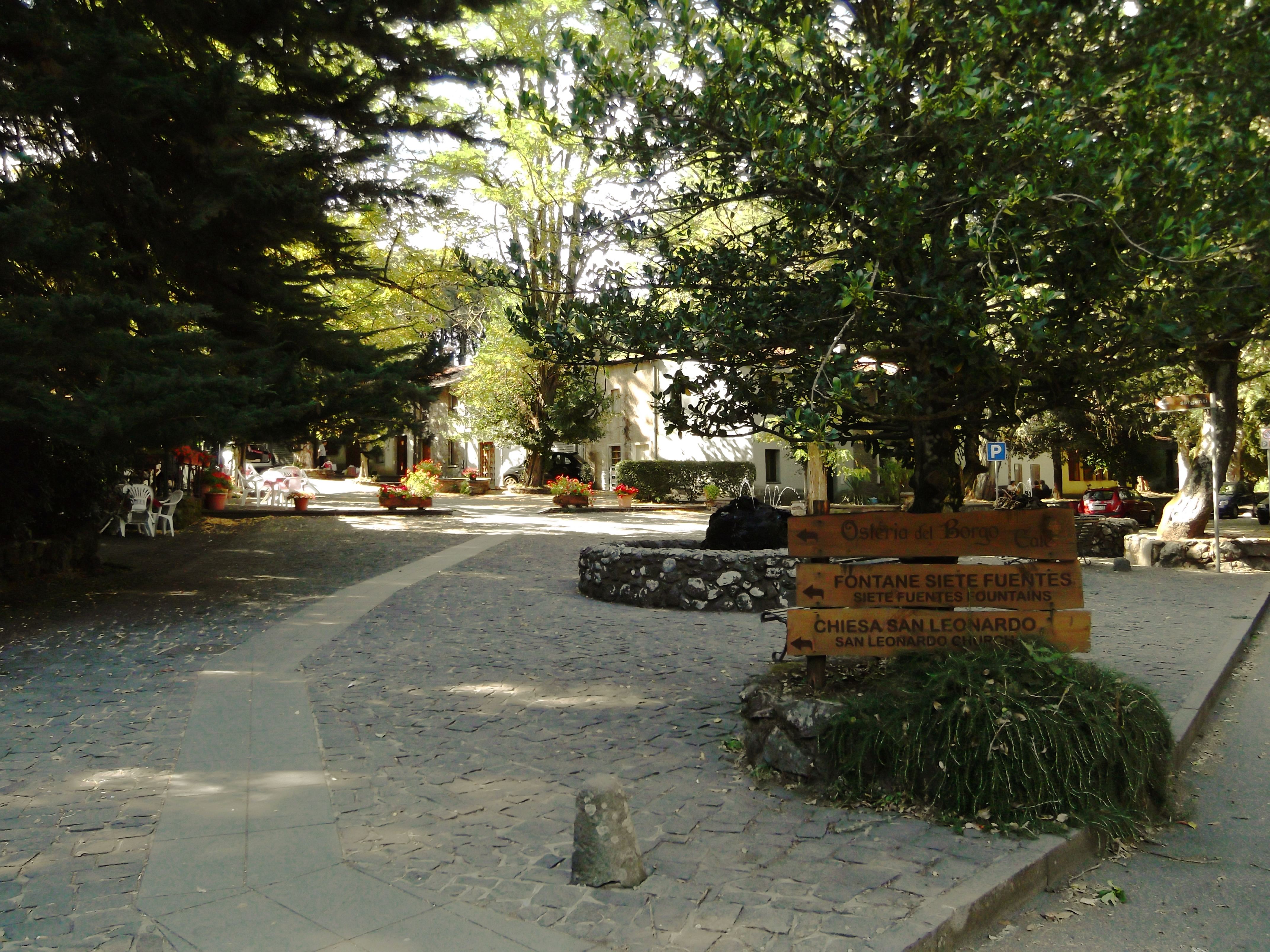
Piazza centrale con l'imbocco alla via che porta alle sorgenti.

Nella seconda metà del Novecento ha avuto un discreto sviluppo. Era presente un albergo dell'ente ESIT (Ente Sardo Industrie Turistiche), un presidio della Croce Rossa Italiana e una colonia montana gestita dai padri gesuiti.

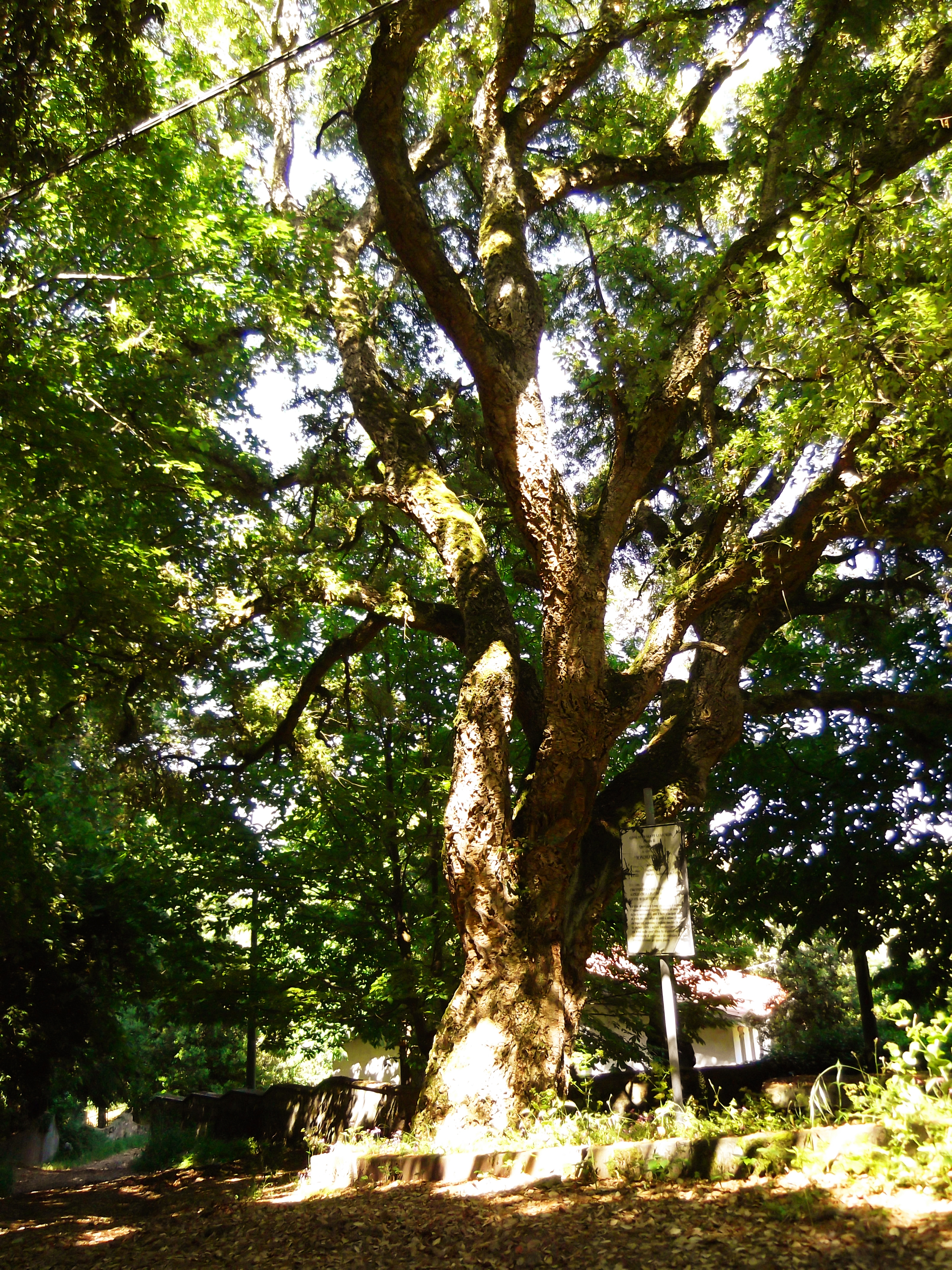
Quercia da sughero secolare di oltre 250 anni, alta 15 metri e con diametro del fusto di 3,38 metri.

Dal 1906 si svolge a San Leonardo nei primi giorni di giugno la Fiera Regionale del Cavallo, tenuta all'interno del complesso fieristico che durante il resto dell'anno accoglie attività legate all'equitazione. L'abitato si trova in un bosco di lecci e di querce da sughero, con presenza di numerosi alberi secolari uno dei quali in via dell'Agrifoglio.40.18038°N 8.664519°E

## Le acque
La frazione è nota per le sorgenti siete fuentes (in italiano sette fontane), che alimentano un laghetto e il rio di San Leonardo che scorre fino alla piana di Abbasanta fino a gettarsi nel fiume Tirso. L'azienda "Fonti di San Leonardo de Siete Fuentes" imbottiglia l'acqua di sorgente presso lo stabilimento situato lungo la strada principale del borgo. L'azienda fa parte del gruppo SAM (Sarda Acque Minerali) che imbottiglia anche l'acqua San Giorgio, patrono di Siliqua, in località Zinnigas. Negli ultimi mesi, nonostante il parere sfavorevole di geologi e popolazione lussurgese, la suddetta azienda sta effettuando trivellazioni per lo sfruttamento di nuove falde.

## La chiesa di San Leonardo
La chiesa in uno stile misto romanico pisano e gotico fu fondata nel XII secolo (probabilmente intorno al 1125) e dedicata a Leonardo di Noblac. Inizialmente la chiesa era molto più piccola e comprendeva la parte attorno al portale di destra (ancora oggi si vedono i segni dell'ampliamento). L'abside è quadrato, e sulle pareti si aprono finestrelle monofore a ogiva. All'interno il soffitto a falde è retto da archi gotici.
Attorno alla chiesa vi erano le strutture dell'ospedale e del monastero, oggi forse rimangono resti delle fondamenta nell'area alberata retrostante la chiesa.
Su un lato sorgono sos muristenes, delle piccole costruzioni che si chiudono intorno a un cortile alberato. Erano usate per soggiornare durante la novena per san Leonardo che si festeggiava il 6 giugno. Ora le sale ospitano una struttura ricettiva.